# Ressonador de Helmholtz
El ressonador de Helmholtz és un instrument musical primitiu (un dels precursors) que no va néixer com a tal.
El seu inventor el físic i matemàtic alemany Hermann Ludwig Ferdinand von Helmholtz, va construir l'aparell per analitzar combinacions de tons que generen sons naturals complexos. Helmholtz era un científic, no tenia cap interès en les aplicacions musicals derivades de les seves investigacions.
Les caixes de ressonància de molts instruments de corda es poden considerar com ressonadors de Helmholz i les caixes d'alguns bafles també.
Una cavitat amb un orifici, en lloc de coll, es comporta com aixamfranat amb longitud del coll nul. Un volum, un forat i un coll (coll que pot ser molt prim)
Les conclusions a què va arribar les va reflectir en la seva obra  DEL TO: Base psicològica per a la teoria de la música  (1860).

## Construcció
Els ressonadors de Helmholtz, bàsicament, consistien en una sèrie d'esferes buides de vidre amb dos colls tubulars curts i oberts. Cada esfera tenia els seus dos colls situats en extrems diametralment oposats. Un dels colls s'aplicava a cau d'orella mentre l'altre s'acostava a la font de so. Si la composició del so contenia una freqüència igual o molt pròxima a la freqüència ressonant de la cavitat del ressonador, aquest l'amplificada permet percebre-la aïlladament. Utilitzant una sèrie d'aquest tipus de ressonadors era possible tenir una idea molt aproximada de les diferents freqüències que componien cada so estudiat.
Conclusivament, d'aquesta manera es podia deduir que els  sons complexes  estaven compostos per un conjunt organitzat d'altres sons més simples que eren possibles d'aïllar i escoltar amb els  ressonadors de Helmholtz .
Un exemple de funcionament del ressonador de Helmholtz es produeix en observar el so que produeix una ampolla quan es bufa en la seva vora. El so introduït (bufada) conté un ampli marge de freqüències, però l'ampolla produeix ressonància a una certa freqüència, menys (més greu) com més buida es trobi (ja que el volum en el seu interior és més gran). El mateix principi s'observa xiulant o amb diversos instruments musicals com l'ocarina.

## Freqüència de ressonància
El ressonador de Helmholtz és un exemple de modelització de paràmetres acústics quan la longitud d'ona d'interès és significativament major que les dimensions físiques del sistema.
Els ressonadors de Helmholtz es basen en l'artefacte acústic conegut com a cavitat de Helmholtz, consisteixen en una cavitat amb un orifici a l'extrem d'un coll (com una ampolla) a l'interior de l'aire es comporta com una massa ressonant. La freqüència de ressonància (és a dir, al voltant de la qual es produeix l'absorció) es pot calcular de la manera següent:
- f  = Freqüència de ressonància
- s  = velocitat del so en l'aire
- r  = radi del coll (supòsit circular)
- a  = àrea del coll
- l  = longitud del coll
- L ' = longitud efectiva del coll, segons

 L ' =  l +1.7  r  (si la vora del coll està aixamfranat)
 L ' =  l +1.4  r  (si la vora del coll és rectangular)
- v  = volum

{\displaystyle f=(s/2\pi )({\sqrt {a/(L'\cdot v)}})}

## Absorbent de so
En alguns dissenys especials (planxes de sostre amb forats) es pot usar com a ABSORBENT de so.